# 羅伯特·勞夫林

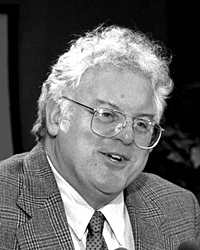
羅伯特·勞夫林

罗伯特·勞夫林（英語：Robert Laughlin，1950年11月1日—）是一位美国物理学家。

## 生平
1950年出生于加利福尼亚州维塞利亚，1972年毕业于加州大学伯克利分校，1979年毕业于麻省理工学院博士学位，1998年获诺贝尔物理学奖。以研究量子霍爾效應而聞名。